# 克利夫·艾利森
亨利·克利福德·“克利夫”·艾利森（英語：Henry Clifford "Cliff" Allison，1932年2月8日—2005年4月7日）是一位英国英格兰的赛车手，他在1958年至1961年期间参加过一级方程式赛车比赛，曾效力于路特斯车队、中南车队、法拉利车队和联合自治领信托莱斯托尔车队。